# Liste des ducs et duchesses de Brabant
Pour les articles homonymes, voir Brabant.

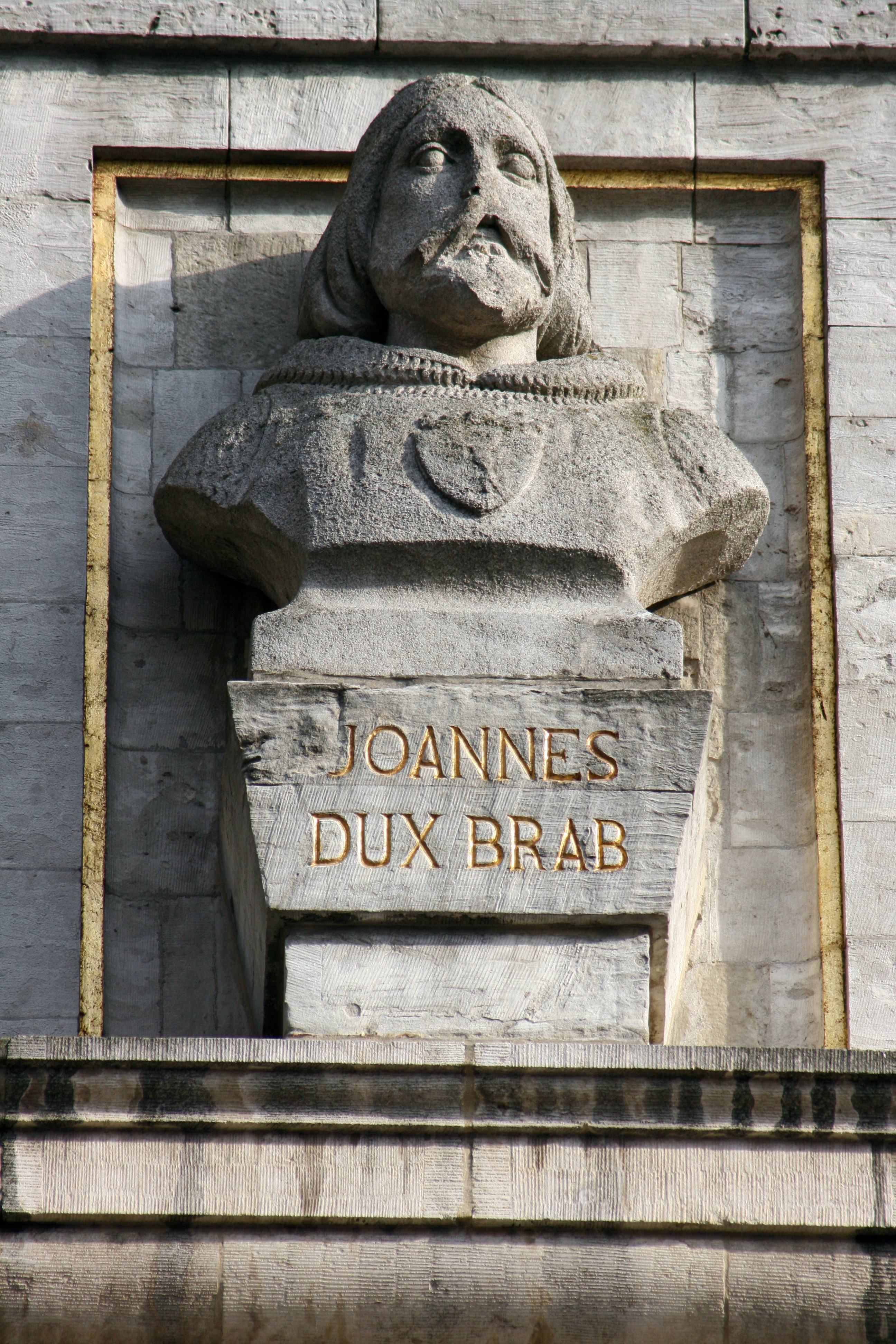
Maison des ducs de Brabant, Grand-Place de Bruxelles.

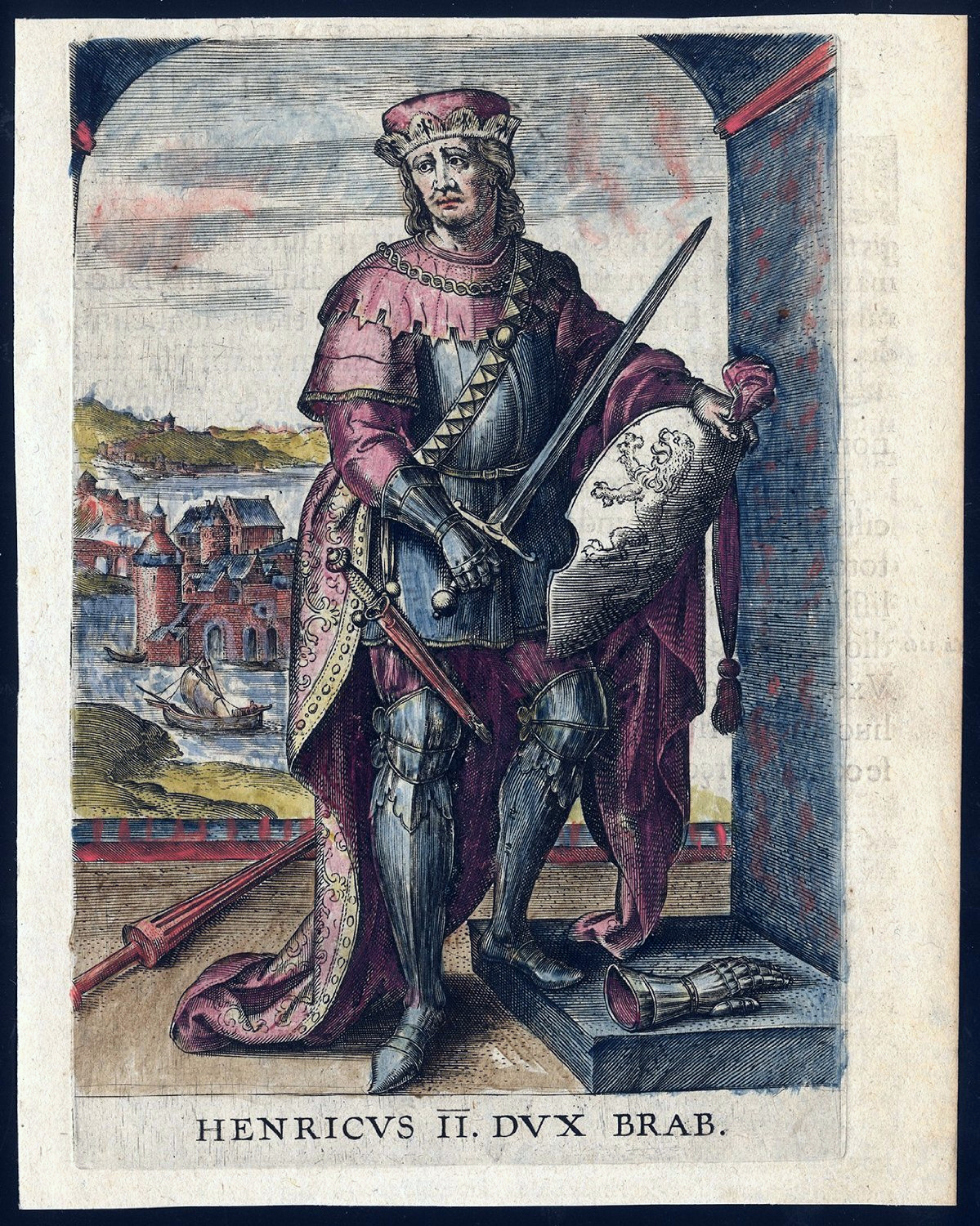
Le duc Henri II de Brabant, ancêtre de la maison de Brabant-Hesse, branche subsistante actuelle de la maison de Brabant.

Le titre de duc de Brabant a été créé lorsque l'empereur Frédéric Barberousse éleva en 1183/1184 le landgraviat de Brabant en duché en faveur de Henri Ier de Brabant. En 1190, Henri Ier (1183 – 1235) succède à son père Godefroid III de Louvain comme duc de Basse-Lotharingie (Lothier), mais sans autorité territoriale ou judiciaire en dehors de ses propres comtés. À partir de 1288, les ducs de Brabant deviennent aussi ducs de Limbourg.
Actuellement, le titre de duc ou duchesse de Brabant désigne, depuis l'arrêté royal du 16 décembre 1840, le fils ou la fille aînée du roi des Belges, prince héritier ou princesse héritière du trône de Belgique.

## La Maison de Brabant-Hesse

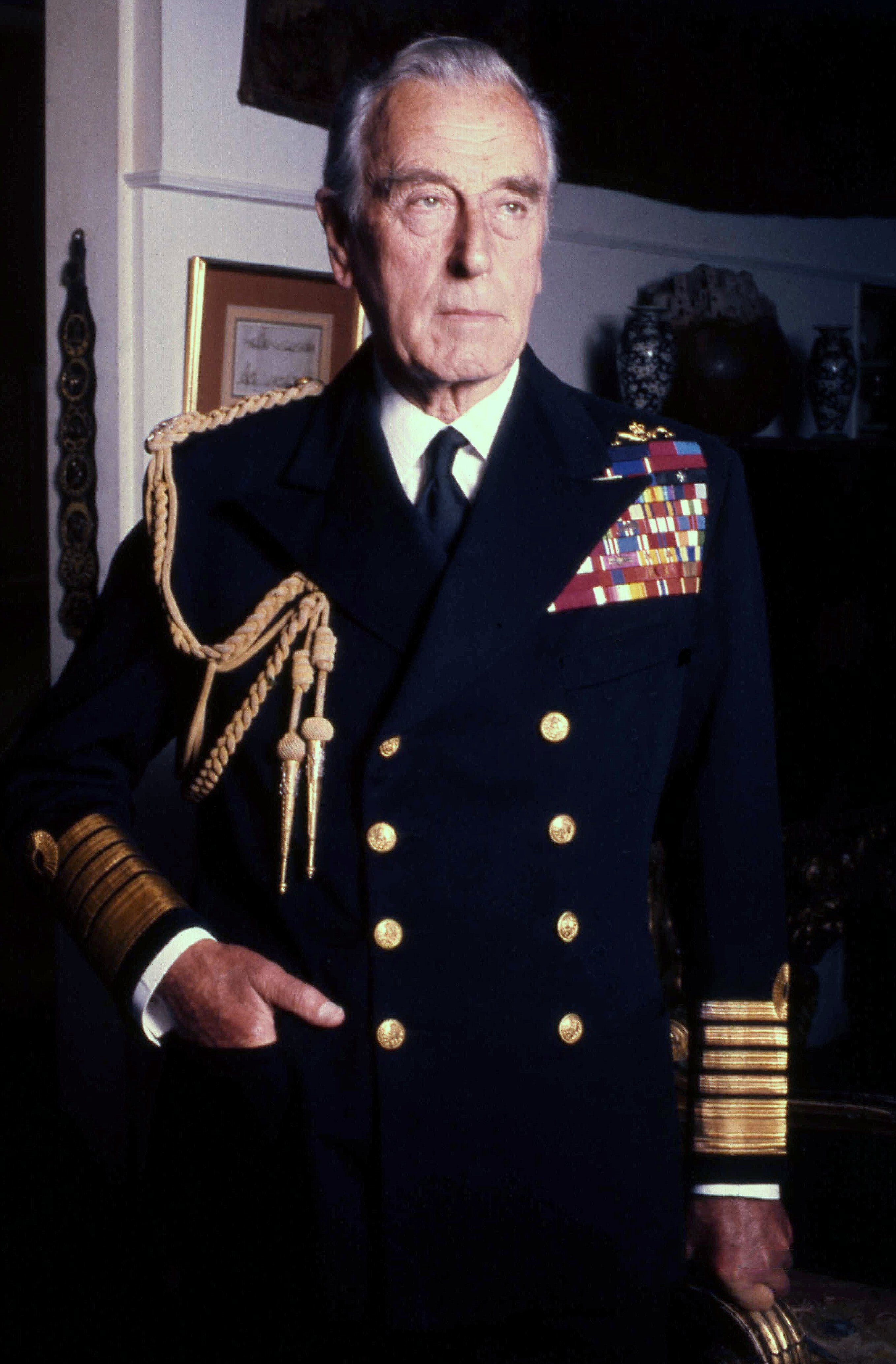
Lord Mountbatten, descendant direct en ligne patrilinéaire ininterrompue de la maison de Brabant et du duc Henri II de Brabant.

La maison de Brabant n'est pas éteinte et existe toujours de façon ininterrompue dans les mâles à ce jour. 
La branche cadette s'est perpétuée dans le Saint-Empire et devinrent landgraves puis grand-ducs de Hesse. 
Cette branche subsistante est issue de Henri II, duc de Brabant, époux en premières noces de Marie von Hohenstaufen, et en secondes noces de Sophie de Thuringe, fille de Louis IV et de sainte Élisabeth de Hongrie. Ils sont les parents de Henri Ier de Hesse dit « l'Enfant de Brabant » (das Kind von Brabant) né le 24 juin 1244 à Marbourg et mort le 21 décembre 1308 dans cette même ville et qui fut landgrave de Hesse de 1275 à sa mort.
Parmi les descendants de cette lignée figure la maison noble britannique Mountbatten, dont le chef est le marquis de Milford Haven.

## Les ancêtres des ducs de Brabant
Les États de Brabant énuméraient traditionnellement la dynastie nationale brabançonne à partir de Pépin de Landen auquel était donné le numéro I dans l'ordre dynastique. Ils mentionnaient avant eux huit générations non reprises dans l'ordre et que l'on peut qualifier de fabuleuses ou légendaires, mais qu'il est bon de connaître car elles figurent dans certaines chroniques et sont représentées dans les arts.

## Premiers dynastes légendaires
- I. Taxandre.
- II. Ansegise.
- III. Charles le Bel.
- IV. Lando.
- V. Austrasius.
- VI. Charles Naso.
- VII. Charles Hasbanius.
- VIII. Carloman.

## Premiers dynastes ayant régné sur le futur duché de Brabant
| Rang | Portrait | Nom                                  | Règne                 | Notes |
| ---- | -------- | ------------------------------------ | --------------------- | --- |
| 1    |          | Pépin de Landen (v. 580-640)         | v. 624-632 et 639-640 | Prince de Hesbaye et de Tongres, descendant d'un mythique duc Carloman, il est reconnu, selon l'historiographie ancienne, comme premier « duc » de Brabant : c'est par lui que commence la numérotation dynastique. Il est le père de sainte Gertrude et de sainte Begge. |
| 2    |          | Grimoald (v. 615-657)                | 640-657               | Fils de Pépin, ses sujets se rebellèrent contre lui. Il fut peut-être mis à mort par le roi Clovis II en 657 ou plus tard en 662. |
| 3    |          | Sainte Begge († 693)                 | 657-693               | Sœur de Grimoald, elle gouverna avec son mari le duc Ansegisel, fils de saint Arnoul, évêque de Metz. |
| 4    |          | Pépin II de Herstal (v. 645-714)     | 693-714               | Fils d'Ansegisel et de sainte Begge, il épousa Plectrude, fille du comte Hugobert, riche aristocrate rhénan. Il fut remplacé dans ses pouvoirs et ses biens par Charles Martel, fils de sa concubine Alpaïde.                                                             |
| 5    |          | Charles Martel (v. 688-741)          | 714-741               | Maire du palais des royaumes francs de 716 à sa mort. |
| 6    |          | Pépin III le Bref (714-768)          | 741-768               | Fils de Charles Martel, il fut sacré roi des Francs en 751. |
| 7    |          | Charlemagne († 814)                  | 768-814               | Fils de Pépin III le Bref, il fut couronné empereur des Romains par le pape Léon III. |
| 8    |          | Louis Ier le Pieux (778-840)         | 814-840               | Fils de Charlemagne. |
| 9    |          | Lothaire Ier (795-855)               | 840-855               | Fils aîné de Louis Ier le Pieux, il succéda à son père à la tête de l'Empire carolingien en 840. Il devint moine à l'abbaye de Prüm en 855. |
| 10   |          | Lothaire II (v. 835-869)             | 855-869               | Fils cadet de Lothaire Ier, mort à Plaisance en 869, il n'eut point d'enfant légitime. |
| 11   |          | Charles II le Chauve (823-877)       | 870-877               | Fils cadet de Louis Ier le Pieux, roi de Francie occidentale en 843 puis empereur en 875, il hérita du Lothier à la mort de son neveu Lothaire II. |
| 12   |          | Louis II le Bègue (846-879)          | 877-879               | Fils de Charles II le Chauve, roi de Francie occidentale, il mourut à Compiègne en 879. |
| 13   |          | Louis III (entre 863 et 865-882)     | 879-882               | Fils aîné de Louis II le Bègue, il partage le pouvoir avec son frère Carloman II. |
| 13   |          | Carloman II(v. 867-884)              | 879-884               | Fils cadet de Louis II le Bègue, il règne seul à partir de 882. |
| 14   |          | Charles III le Simple (879-929)      | 884-929               | Fils posthume de Louis II, roi de Francie occidentale ; déposé en 923, il mourut emprisonné à Péronne en 929. |
| 15   |          | Louis IV d'Outremer (920 ou 921-954) | 929-954               | Fils de Charles III le Simple, il revient d'exil et devient roi des Francs en 932. |
| 16   |          | Lothaire III (941-986)               | 954-986               | Fils aîné de Louis IV d'Outremer, roi des Francs. |
| 17   |          | Charles III (953-991)                | 986-991               | Fils cadet de Louis IV d'Outremer, il devint duc de Basse-Lotharingie tandis que son neveu Louis V le Fainéant devenait roi des Francs. |
| 18   |          | Otton (v. 970-1012)                  | 991-1012              | Fils de Charles III et duc de Basse-Lotharingie, dernier descendant mâle de la dynastie carolingienne, il mourut sans postérité. |

### Comtes deLouvainet deBruxelles

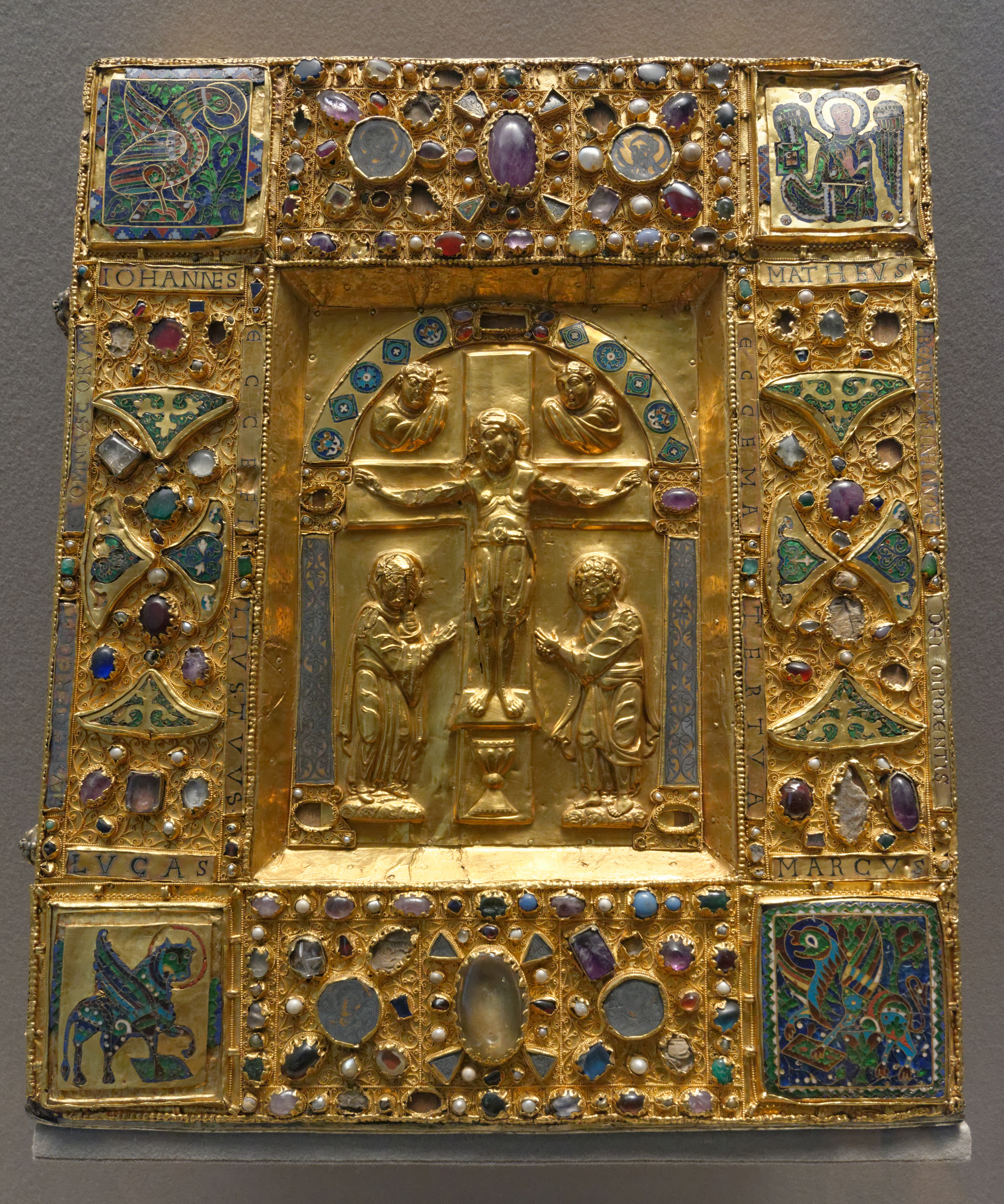
Boîte-reliquaire dite « Reliure de Maastricht ». Première moitié du XIe siècle. Contenait le livre du serment des ducs de Brabant. Musée du Louvre, département des Objets d'art, ancien trésor de la cathédrale de Maastricht.

| Rang | Portrait | Nom                                      | Règne     | Notes |
| ---- | -------- | ---------------------------------------- | --------- | --- |
| 19   |          | Lambert Ier le Barbu (950 - 1015)        | 988-1015  | Fils de Régnier III, comte de Hainaut, comte de Louvain en 988, et reçoit Bruxelles en dot de son mariage en 994 avec Gerberge, fille de Charles, duc de Basse Lotharingie.                                                     |
| 20   |          | Henri Ier le Vieux († 1038)              | 1015-1038 | Fils de Lambert Ier le Barbu. |
| 21   |          | Lambert II Balderic le Ceinturé († 1054) | 1040-1054 | Frère d'Henri Ier et fils de Lambert Ier le Barbu, il épouse Oda de Verdun (v.995 - après 1047), fille de Gothelon Ier, duc de Basse-Lotharingie et de Haute-Lotharingie. Il fut tué en 1054 dans une bataille près de Tournai. |
| 22   |          | Henri II (1020 - 1079)                   | 1054-1079 | Fils de Lambert II Balderic le Ceinturé, il épouse Adèle d'Orthen. |

### Landgraves de Brabant, comtes de Louvain et Bruxelles
| Rang | Portrait | Nom                                           | Règne     | Notes | Armoiries |
| --- | -------- | --------------------------------------------- | --------- | --- | --------- |
| 23 |          | Henri III († 1095, à Tournai, dans une joute) | 1079-1095 | Fils d'Henri II, landgrave de Brabant à partir de 1085, il épouse Gertrude de Flandre (1080 - 1117), fille de Robert Ier le Frison, comte de Flandre, et de Gertrude de Saxe. Il ne laissa pas d'enfants. |           |
| 14 |          | Godefroid Ier le Barbu (v. 1060-1139)         | 1095-1139 | Frère d'Henri III, landgrave de Brabant, comte de Louvain et de Bruxelles et duc de Basse-Lotharingie de 1106 à 1125, il épouse en 1099 Ide de Chiny (1078 † 1117), fille d'Otton II, comte de Chiny, et d'Adélaïde de Namur puis vers 1120 Clémence de Bourgogne († 1133), fille de Guillaume Ier, comte de Bourgogne et d'Étiennette. |           |
| Note : après Godefroid Ier, le titre de comte de Bruxelles n'apparaît plus dans le protocole diplomatique (dernière attestation en 1138). |          |                                               |           | |           |
| 15 |          | Godefroid II de Louvain (1107 † 1142)         | 1139-1142 | Fils de Godefroid Ier le Barbu, duc de Basse-Lotharingie de 1140 à 1142, il épouse vers 1139 Lutgarde de Soulzbach (1109 † 1163), fille de Bérengar II, comte de Soulzbach et seigneur de Bamberg, et d'Adelaïde de Lechsgemünd. |           |
| 16 |          | Godefroid III au Berceau (1140 † 1190)        | 1142-1190 | Fils de Godefroid II, duc de Basse-Lotharingie de 1142 à 1190, il épouse en 1155 Marguerite de Limbourg (1135 † 1172), fille d'Henri II, duc de Limbourg, et de Mathilde de Saffenberg, puis en 1180 Imagina de Looz († 1214), fille de Louis Ier, comte de Looz, et d'Agnès de Metz.                                                   |           |

## Ducs de Brabant et de Lothier
| Rang | Portrait | Nom                                                   | Règne     | Notes | Armoiries |
| --- | -------- | ----------------------------------------------------- | --------- | --- | --------- |
| 27 |          | Henri Ier le Courageux ou le Guerroyeur (1165 - 1235) | 1183-1235 | Également appelé Henri IV dans la nomenclature, fils de Godefroid III de Louvain, comte de Bruxelles en 1179, duc de Brabant en 1183, comte de Louvain et duc de Basse-Lotharingie (ou Lothier) en 1190. Il fut le premier à avoir mis aux armes de Brabant le lion d'or sur fond de sable. Il épouse en 1179 Matilde de Boulogne (1170 † 1210), fille de Mathieu d'Alsace et de Marie de Blois, comte et comtesse de Boulogne, puis en 1213 Marie de France (1198 † 1224), fille de Philippe II Auguste, roi de France, et d'Agnès de Méranie. Il meurt à Cologne. |           |
| 28 |          | Henri II (1207 - 1248)                                | 1235-1248 | Également appelé Henri V dans la nomenclature ancienne, fils d'Henri Ier, il épouse avant 1215 Marie de Hohenstaufen (1201 † 1235), fille de Philippe de Souabe, roi des Romains, et d'Irène Ange, puis vers 1240 Sophie de Thuringe (1224 † 1275), fille de Louis IV, landgrave de Thuringe, et d'Élisabeth de Hongrie. |           |
| 29 |          | Henri III le Débonnaire († 1261)                      | 1248-1261 | Également appelé Henri VI dans la nomenclature ancienne, fils d'Henri II, il épouse en 1251 Adélaïde ou Alix de Bourgogne (1233 † 1273), fille d'Hugues IV, duc de Bourgogne, et de Yolande de Dreux. Il est assassiné par quelques gentilshommes en 1261. |           |
| Adélaïde ou Alix de Bourgogne, épouse d'Henri III, gouverna le Brabant à titre de régente durant sept ans. |          |                                                       |           | |           |
| 30 |          | Henri IV (1251 - ap. 1272)                            | 1261-1267 | Fils d'Henri III, il abdique au profit de son frère Jean Ier et entre à l'abbaye de St-Bénigne, à Dijon. |           |

## Ducs de Brabant, de Lothier et de Limbourg
| Rang | Portrait | Nom                                  | Règne     | Notes | Armoiries |
| ---- | -------- | ------------------------------------ | --------- | --- | --------- |
| 31   |          | Jean Ier le Victorieux (1253 - 1294) | 1267-1294 | Second fils de Henri III et d'Alice de Bourgogne, il épouse en 1269 Marguerite de France (1254-1272), fille de saint Louis, roi de France, et de Marguerite de Provence, puis en 1273 Marguerite de Flandre (1251 - 1285), fille de Gui de Dampierre, comte de Flandre, et de Mahaut de Béthune. En 1288, il fait la conquête du duché de Limbourg. |           |
| 32   |          | Jean II le Pacifique (1275 - 1312)   | 1294-1312 | Fils de Jean Ier le Victorieux, il épouse en 1290 Marguerite d'Angleterre (1275 - 1333), fille d'Édouard Ier, roi d'Angleterre, et d'Éléonore de Castille. |           |
| 33   |          | Jean III le Triomphant (1300 - 1355) | 1312-1355 | Fils de Jean II le Pacifique, il épouse en 1311 Marie d'Évreux († 1335), fille de Louis de France, comte d'Évreux, et de Marguerite d'Artois. |           |
| 34   |          | Jeanne de Brabant (1322 - 1406)      | 1355-1406 | Fille de Jean III le Triomphant, elle épouse en 1334 Guillaume II d'Avesnes (1307 - 1345), comte de Hainaut et de Hollande, puis en 1352 Venceslas Ier de Luxembourg (1337 - 1383). Elle dut affronter son beau-frère Louis II de Male, comte de Flandre, qui revendiquait la part de son épouse Marguerite de Brabant (1323-1380) et obtint au traité d'Ath (1357) Anvers et Malines. Après la mort de Venceslas, elle désigna comme héritiers sa nièce Marguerite de Flandre (1350 - 1405), comtesse de Flandre, et le mari de celle-ci, Philippe le Hardi (1342 - 1404), duc de Bourgogne. Ils léguèrent leurs droits, en 1404 et 1405, à leur second fils, Antoine, comte de Rethel, frère du duc Jean sans Peur. |           |

## Maison de Valois-Bourgogne
| Rang | Portrait | Nom                                     | Règne       | Notes | Armoiries |
| ---- | -------- | --------------------------------------- | ----------- | --- | --------- |
| 35   |          | Antoine (1384 - 1415)                   | 1406 - 1415 | Il épouse Jeanne de Luxembourg-Saint-Pol en 1402. Veuf en 1407, remarié en 1409 à Élisabeth de Goerlitz, il meurt à la bataille d'Azincourt en 1415.                                 |           |
| 36   |          | Jean IV (1403 - 1427)                   | 1415 - 1427 | Fils d'Antoine et de Jeanne de Luxembourg-Saint-Pol, il épouse en 1418 sa cousine Jacqueline de Bavière. Il meurt sans enfant en 1427.                                               |           |
| 37   |          | Philippe Ier de Saint-Pol (1404 - 1430) | 1427 - 1430 | Frère de Jean IV, il lui succède en 1427 mais meurt à son tour sans enfant. |           |
| 38   |          | Philippe II le Bon (1396 – 1467)        | 1430-1467   | Il est le fils unique du duc de Bourgogne Jean sans Peur et de Marguerite, fille du duc Albert de Bavière. Il hérite du Brabant à la mort de son cousin Philippe de Saint-Pol.       |           |
| 39   |          | Charles le Téméraire (1433 – 1477)      | 1467-1477   | Fils unique de Philippe le Bon, il est le dernier homme de la maison de Valois-Bourgogne. Malgré trois différentes épouses, il n'a eu qu'un seul enfant qui était une fille.         |           |
| 40   |          | Marie de Bourgogne (1457 – 1482)        | 1477-1482   | Après Philippe II le Hardi, Jean sans Peur, Philippe III le Bon et Charles le Téméraire, elle est la cinquième et dernière duchesse de Bourgogne de la branche des Valois-Bourgogne. |           |

## Maison de Habsbourg
| Rang | Portrait | Nom                                                        | Règne       | Notes | Armoiries |
| ---- | -------- | ---------------------------------------------------------- | ----------- | --- | --------- |
| 41   |          | Philippe III le Beau (1478-1506)                           | 1482 - 1506 | Fils de Maximilien d'Autriche et de Marie de Bourgogne. Par héritage : duc de Bourgogne (en titre), comte de Bourgogne et souverain des Pays-Bas. Par mariage (1497) avec Jeanne de Castille, roi de Castille (1504-1506). |           |
| 42   |          | Charles II de Brabant (1500-1558) (Charles Quint)          | 1506-1555   | Fils de Philippe le Beau. Par héritage : duc de Bourgogne en titre, comte de Bourgogne et souverain des Pays-Bas (Dix-Sept Provinces), roi de Castille et d'Aragon (Charles Ier), et autres titres, notamment en Amérique. Par élection : empereur (Charles V, en latin Carolus Quintus (Charles Cinquième), d'où en français « Charles Quint »). Il abdique ses droits aux Pays-Bas en octobre 1555, en Espagne en janvier 1556. |           |
| 43   |          | Philippe IV de Brabant (1527-1598) (Philippe II d'Espagne) | 1555-1598   | Fils de Charles Quint, il devient duc de Brabant en octobre 1555 et roi d'Espagne en janvier 1556. Il quitte les Pays-Bas pour l'Espagne en 1559 après le traité du Cateau-Cambrésis. Déchu de ses droits aux Pays-Bas par les États généraux insurgés (1581), il ne peut empêcher la sécession des Provinces-Unies, mais son armée parvient à reprendre Anvers (1585).                                                           |           |

## Maison de Valois

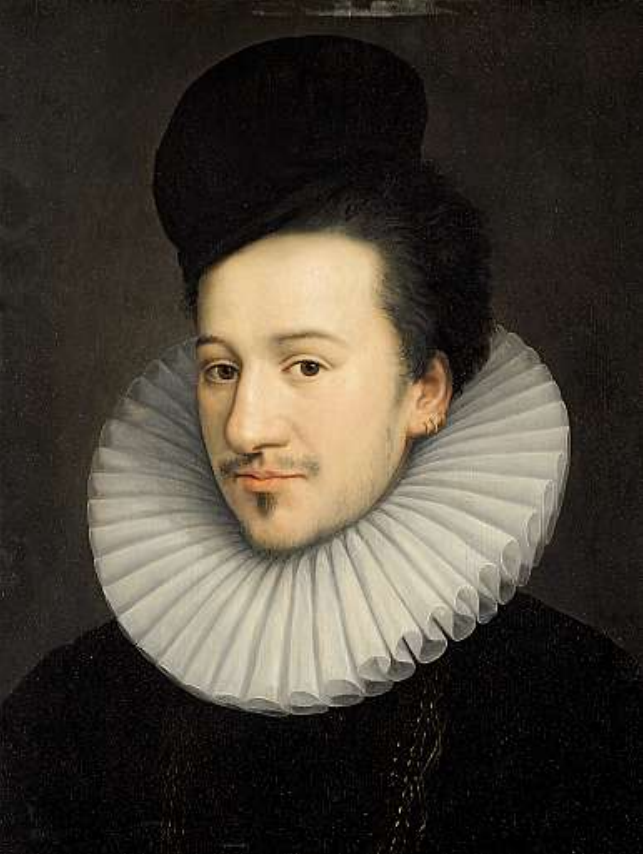
Le duc d'Alençon, proclamé duc de Brabant par les États à Anvers en 1582.

- 1582-1584 : François, duc d'Anjou et duc d'Alençon, frère du roi de France Henri III, est couronné duc de Brabant à Anvers en février 1582 en remplacement[2] de Philippe II, déchu en 1581 par les États généraux  insurgés de l'union d'Utrecht (acte de La Haye). Catholique modéré dans le cadre des guerres de Religion en France, ami d'Henri de Navarre, chef des protestants français, François de Valois devient cependant rapidement impopulaire, notamment en raison de l'attaque qu'il mène contre Anvers en janvier 1583. Il est cependant maintenu par les États généraux. Il meurt le 10 juin 1584 à Château-Thierry.
Il n'a pas de successeur : après la mort de Guillaume d'Orange, véritable chef de l'insurrection, assassiné le 10 juillet 1584 à Delft, les États généraux optent pour une forme républicaine de gouvernement : la république des Sept Provinces-Unies des Pays-Bas, en guerre contre les rois d'Espagne (souverains des Pays-Bas), jusqu'en 1648 (traité de Münster).
Son nom n'apparaît pas dans la liste officielle des ducs de Brabant, en usage aux Pays-Bas espagnols après la sécession des Provinces-Unies.

## Maison de Habsbourg
| Rang | Portrait | Nom                                    | Règne       | Notes | Armoiries |
| ---- | -------- | -------------------------------------- | ----------- | --- | --------- |
| 44   |          | Isabelle d'Espagne (1566 - 1633)       | 1598 - 1621 | Fille de Philippe IV, elle dirigea les Pays-Bas à titre personnel jusqu'à la mort d'Albert, puis au nom de son neveu, Philippe V. |           |
| 45   |          | Albert d'Autriche (1559 - 1621)        | 1598 - 1621 | Fils de Maximilien II, empereur élu des Romains, neveu de Charles VII de Gand, il gouverna les Pays-Bas au nom de Philippe le Catholique à partir de 1595, puis à titre personnel de son mariage avec son arrière-cousine Isabelle jusqu'à sa mort.                                          |           |
| 46   |          | Philippe V le Grand (1605 - 1665)      | 1621 - 1665 | Fils de Philippe, lui-même fils de Philippe III le Catholique, il hérita des Pays-Bas quand Albert mourut sans qu'Isabelle ait de descendance mâle, deux mois et demi après qu'il fut devenu roi des Espagnes et roi de Portugal (il perdra ce dernier trône lors de la révolution de 1640). |           |
| 47   |          | Charles VIII l'Ensorcelé (1661 - 1700) | 1665 - 1700 | Fils de Philippe V le Grand, il régna jusqu'en 1677 sous la régence de sa mère, Marie-Anne d'Autriche, et mourut sans héritier du fait de sa dégénérescence congénitale, ce qui entraîna la guerre de Succession d'Espagne.                                                                  |           |

## Maison de Bourbon
| Rang | Portrait | Nom                                | Règne       | Notes | Armoiries |
| ---- | -------- | ---------------------------------- | ----------- | --- | --------- |
| 48   |          | Philippe VI le Brave (1682 - 1746) | 1700 - 1713 | Arrière-arrière-petit-fils de Philippe III (roi d'Espagne) et arrière-petit-fils de Philippe V le Grand, il se vit léguer les Espagnes par Charles III mais dut affronter les revendications des Habsbourg d'Autriche, à qui il céda les Pays-Bas par les traités d'Utrecht (1713). |           |

## Maison de Habsbourg(1713-1780) puisMaison de Habsbourg-Lorraine
| Rang | Portrait | Nom                         | Règne       | Notes | Armoiries |
| ---- | -------- | --------------------------- | ----------- | --- | --------- |
| 49   |          | Charles IX (1685 - 1740)    | 1713 - 1740 | Arrière-arrière-arrière-petit-fils de Ferdinand Ier, frère de Charles III de Gand, il est prétendant au trône d'Espagne de 1700 à 1713 et empereur élu des Romains à partir de 1711. Il reçoit les Pays-Bas par le traité d'Utrecht, en échange de sa renonciation à l'Espagne. |           |
| 50   |          | Marie-Thérèse (1717 - 1780) | 1740 - 1780 | Fille de Charles, elle voit ses droits à la couronne d'Autriche contestés par Charles de Bavière puis s'impose en 1748 après que son époux ait été élu empereur des Romains. |           |
| 51   |          | Joseph (1741 - 1790)        | 1780 - 1790 | Fils aîné de Marie-Thérèse, il est élu empereur des Romains à la mort de son père, puis hérite des possessions de sa mère à la mort de celle-ci. Un mois avant sa mort, les Pays-Bas se révoltent contre lui et forment les États-Belgiques-Unis.                               |           |
| 52   |          | Léopold (1747 - 1792)       | 1790 - 1792 | Deuxième fils de Marie-Thérèse, il est élu empereur des Romains à la mort de son frère, puis écrase la révolution brabançonne et signe la déclaration de Pillnitz. |           |
| 53   |          | François (1768 - 1835)      | 1792 - 1795 | Fils de Léopold, élu empereur des Romains, il voit les Pays-Bas occupés (1792) puis annexés (1795) par la France, annexion qu'il reconnaît en 1797 par le traité de Campo-Formio.                                                                                               |           |

## Prince héritier du royaume de Belgique

Armoiries du prince héritier du trône de Belgique de 1833 à 1910.
Armoiries du prince héritier du trône de Belgique de 1910 à 1921 (sommé d'un heaume).
Armoiries du prince héritier du trône de Belgique depuis 1921 (sans les armes de Saxe).

Depuis peu après la proclamation du royaume de Belgique, le titre de duc de Brabant est réservé à l'héritier du roi des Belges.
Instauré par l'arrêté royal du 16 décembre 1840, celui-ci est réservé initialement au fils aîné du Roi, ou à défaut au fils aîné du fils aîné. Puisque la Couronne de Belgique se transmet par primogéniture simple depuis 1991, il est réservé, depuis une réforme par l'arrêté royal du 16 octobre 2001, à l’enfant (fils ou fille) aîné du roi des Belges, ou à son défaut, à l’enfant aîné de l’enfant aîné du roi.

### Usage
Le duc de Brabant (qui est automatiquement l'héritier du roi) vient directement derrière les souverains belges dans l'ordre de préséance en Belgique. Les titres dynastiques prennent préséances avant le titre de prince de Belgique.
L'héritier est nommé automatiquement duc de Brabant, même quand il est mineur. Aucun arrêté royal n'est nécessaire pour l'admission au titre dynastique.

### Maison de Saxe-Cobourg et Gotha puis de Belgique
- 1840-1865 : Léopold II de Brabant (1835-1909), duc de Brabant (1840-1865), prince de Saxe-Cobourg et Gotha, duc de Saxe ; Léopold II, 2e roi des Belges (1865-1909), souverain du Congo (1885-1908) ; fils du roi Léopold Ier.
- 1865-1869 : Léopold de Brabant, duc de Brabant (1865-1869), comte de Hainaut (1859-1869), prince de Saxe-Cobourg et Gotha, duc de Saxe ; fils du roi Léopold II.
- 1909-1934 : Léopold III de Brabant (1901-1983), duc de Brabant (1909-1934), prince de Belgique ; Léopold III, 4e roi des Belges (1934-1951) ; fils d'Albert Ier.
- 1934-1951 : Baudouin Ierde Brabant (1930-1993), duc de Brabant (1934-1951), comte de Hainaut (1930-1934), prince de Belgique ; Baudouin, 5e roi des Belges (1951-1993) ; fils de Léopold III.
- 1993-2013 : Philippe VII de Brabant (1960-), duc de Brabant (1993-2013), prince de Belgique ; Philippe, 7e roi des Belges (2013-) ; fils d'Albert II.
- Depuis 2013 : Élisabeth Ire de Brabant (2001-), duchesse de Brabant (2013-), princesse de Belgique ; fille de Philippe.

## Généalogie
- Henri Ier de Brabant, 1er duc de Brabant
  -  Henri II de Brabant, 2e duc de Brabant
    -  Henri III de Brabant, 3e duc de Brabant
      -  Henri IV de Brabant, 4e duc de Brabant
      -  Jean Ier de Brabant, 5e duc de Brabant
        -  Jean II de Brabant, 6e duc de Brabant
          -  Jean III de Brabant, 7e duc de Brabant
            -  Jeanne de Brabant, 8e duchesse de Brabant
            - Marguerite de Brabant, marquise d'Anvers, comtesse consort de Flandre
              - Marguerite III de Flandre, duchesse consort de Bourgogne, marquise d'Anvers, comtesse de Flandre, d'Artois et de Bourgogne
                -  Antoine de Bourgogne, 9e duc de Brabant
                  -  Jean IV de Bourgogne, 10e duc de Brabant
                  -  Philippe de Bourgogne, 11e duc de Brabant

                - Jean Ier de Bourgogne, duc de Bourgogne
                  -  Philippe III de Bourgogne, 12e duc de Brabant
                    -  Charles Ier de Bourgogne, 13e duc de Brabant
                      -  Marie de Bourgogne, 14e duchesse de Brabant
                        -  Philippe Ier de Habsbourg, 15e duc de Brabant
                          -  Charles II de Habsbourg, 16e duc de Brabant
                            -  Philippe II de Habsbourg, 17e duc de Brabant
                              -  Isabelle de Habsbourg, 18e duchesse de Brabant
                              - Philippe III de Habsbourg, roi de Castille et León, d'Aragon, de Nouvelle-Espagne et du Pérou
                                -  Philippe IV de Habsbourg, 19e duc de Brabant
                                  -  Charles III de Habsbourg, 20e duc de Brabant
                                  - Marie-Thérèse de Habsbourg, reine consort de France
                                    - Louis de Bourbon, dauphin de France
                                      -  Philippe V de Bourbon, 21e duc de Brabant

                                - Marie-Anne de Habsbourg, impératrice consort des Romains, reine consort des Romains, de Hongrie, de Bohême et archiduchesse consort d'Autriche, infante d'Espagne
                                  - Léopold Ier de Habsbourg, empereur élu des Romains, roi des Romains, de Hongrie, de Bohême et archiduc d'Autriche
                                    -  Charles IV de Habsbourg, 22e duc de Brabant
                                      -  Marie-Thérèse de Habsbourg, 23e duchesse de Brabant
                                        -  Joseph II de Habsbourg-Lorraine, 24e duc de Brabant
                                        -  Léopold II de Habsbourg-Lorraine, 25e duc de Brabant
                                          -  François Ier de Habsbourg-Lorraine, 26e duc de Brabant

                                        - Marie-Caroline de Habsbourg-Lorraine, reine de Naples
                                          - Marie-Amélie de Bourbon-Siciles, reine consort des Français
                                            - Louise d'Orléans, reine consort des Belges
                                              -  Léopold II de Belgique, 27e duc de Brabant
                                                -  Léopold  de Belgique, 28e duc de Brabant

                                              - Philippe de Belgique, comte de Flandre
                                                - Albert Ier, roi des Belges
                                                  -  Léopold III de Belgique, 29e duc de Brabant
                                                    -  Baudouin Ier de Belgique, 30e duc de Brabant
                                                    - Albert II, roi des Belges
                                                      -  Philippe VII de Belgique, 31e duc de Brabant
                                                        -  Élisabeth Ire de Belgique, 32e duchesse de Brabant

                          - Ferdinand Ier de Habsbourg, empereur élu des Romains, roi des Romains, de Hongrie, de Bohême et archiduc d'Autriche
                            - Maximilien II de Habsbourg, empereur élu des Romains, roi des Romains, de Hongrie, de Bohême et archiduc d'Autriche
                              -  Albert de Habsbourg, 18e duc de Brabant